# Vildagliptina
Vildagliptina es un fármaco que se utiliza para el tratamiento de la diabetes mellitus tipo 2. Es un agente hipoglucemiante (Antidiabético) que pertenece al grupo farmacológico de los inhibidores de DPP4 (Dipeptidil peptidasa-4). Vildagliptina inhibe la inactivación del GLP-1 por DPP-4, permitiendo que el GLP-1 y GIP potencien la secreción de insulina por las células beta del páncreas y suprimiendo la liberación de glucagón por las células alfa en los islotes de Langerhans pancreáticos.
Puede emplearse asociado a metformina. Otros medicamentos de su mismo grupo terapéutico son sitagliptina y saxagliptina.